# Torgiano
Torgiano är en ort och kommun i provinsen Perugia i regionen Umbrien i Italien. Kommunen hade 6 607 invånare (2018).